# Parco archeologico di Monte Sannace
Il parco archeologico di Monte Sannace si trova nel territorio comunale di Gioia del Colle, sulla sommità di una collina nota appunto come Monte Sannace, a circa 5 km dalla città. Il sito archeologico ha rivelato i resti di un abitato degli antichi Peuceti risalente al X secolo a.C., di cui si ignora il toponimo originario (si pensa all'antica Thuriae, l'odierna Turi, citata dallo storico romano Tito Livio).
Molti dei reperti sono esposti nel museo archeologico nazionale di Gioia del Colle, situato all'interno del castello normanno-svevo della stessa cittadina.

## Descrizione della località
Come la maggior parte dei centri dell'antica Peucezia, l'abitato di Monte Sannace si localizza la dove vengono soddisfatte le esigenze della popolazione; queste sostanzialmente sono costituite da clima ed esposizione, le possibilità di difesa naturale, la disponibilità di terra coltivabile e la facilità di collegamento con gli altri centri abitativi.
Per i Peuceti, quindi, il mare riveste una scarsa attrazione, è piuttosto funzionale alle necessità dei più importanti centri dell'interno.
Ubicato nel centro delle Murge Pugliesi, l'altopiano terrazzato di origine carsica che occupa parte delle attuali provincie di Bari e Taranto, domina la sella di Gioia del Colle ed è posto sullo spartiacque tra Ionio e Adriatico, in posizione strategicamente favorevole. Dall'alto del colle, che si innalza fino a 382 m s.l.m., si domina un vasto territorio, dal mar Adriatico a Nord, alla costa ionica a Sud, fino ai monti della Lucania ad Ovest. Il colle culmina con un altipiano di forma pseudo circolare con fianchi ripidi ed impervi sulla maggior parte dei lati.
La zona attorno al colle era particolarmente idonea alle coltivazioni agricole, favorite da abbondanza di acqua. Esisteva a quei tempi, infatti, un corso d'acqua che, lambendo il lato Nord della collina, sfociava nel mar Adriatico, in prossimità dell'odierno centro di Fasano. Essendo questo anche navigabile, rappresentava una veloce via di collegamento con il mare e gli approdi costieri.
Diversi tratturi, inoltre, collegavano Monte Sannace con gli odierni centri di Polignano a Mare e di Mola di Bari, passando per i territori di Conversano e Rutigliano, verso Nord-Est, e con Altamura, Gravina di Puglia, Serra di Vaglio verso Ovest, dai quali poi si raggiungeva il mar Ionio all'altezza di Metaponto.
Oltre alla favorevole posizione geografica, il colle era ricco di una rigogliosa vegetazione, costituita prevalentemente da foreste caducifoglie, di querce e di lecci sempreverdi, con fitta presenza di fauna selvaggia, a differenza dell'attuale paesaggio, modificato dagli insediamenti umani e dalle pratiche agricole (la superficie boschiva è stata molto ridotta). Le caratteristiche del bosco, tuttavia, restano immutate in quanto tipiche dell'ambiente delle Murge: alle specie autoctone della macchia e del sottobosco, si uniscono le colture arboree di mandorli e ulivi coltivati dall'uomo fino a tempi recenti.

## Gli scavi

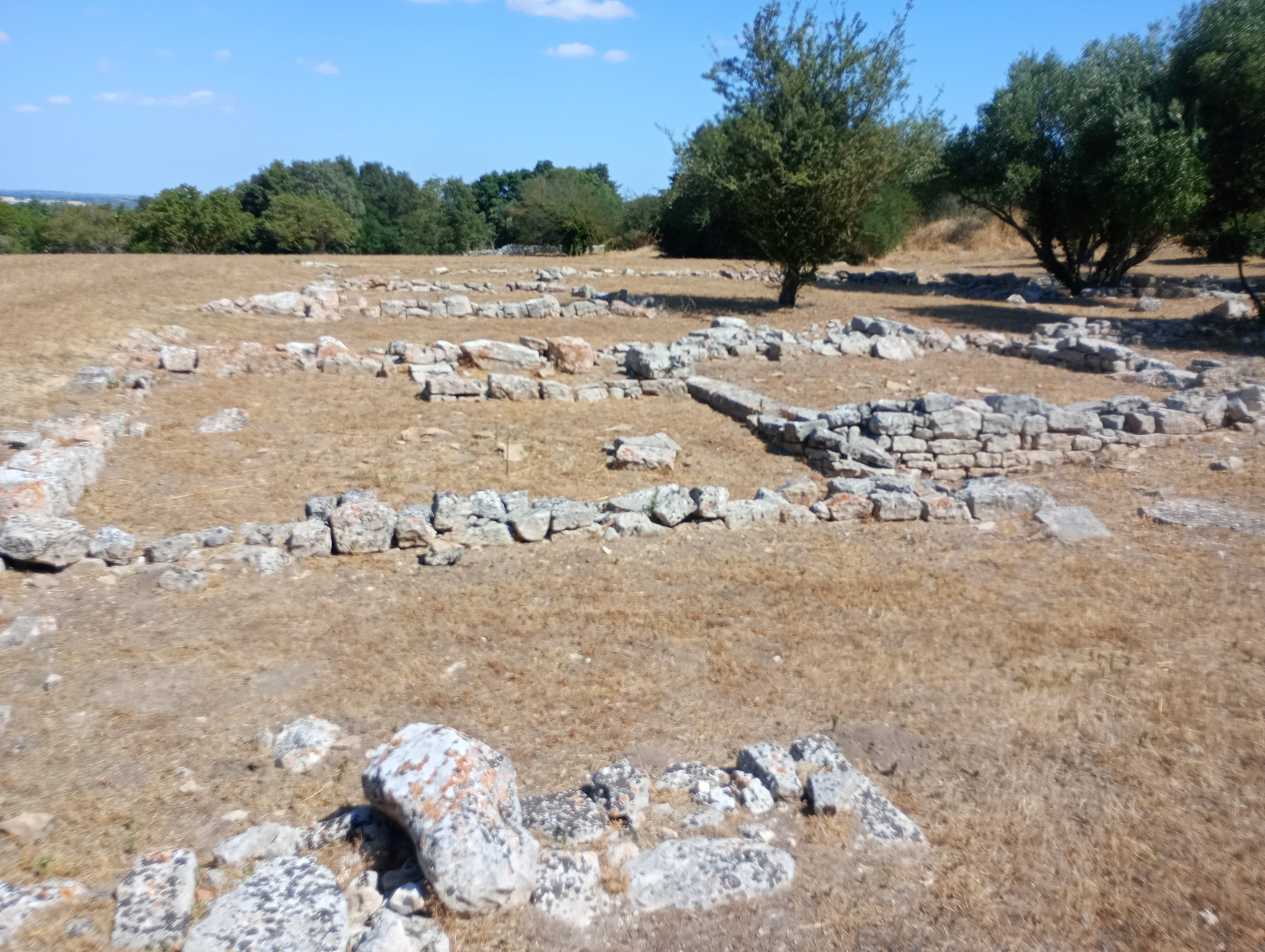
Parco archeologico di Monte Sannace, i resti dell'abitato tardo ellenistico

L'importanza archeologica della località era nota fin dal settecento grazie ad alcuni documenti e ritrovamenti fortuiti, perlopiù di tipo clandestino da parte dei contadini della zona.
La prima campagna regolare di scavi archeologici risale solo al 1929, per iniziativa dell'Ente Provinciale per la tutela dei monumenti in Terra di Bari e diretto da Michele Gervasio, allora direttore del Museo barese.
Lo scavo porta alla luce alcune sepolture ed un tratto della cinta muraria della città.
Nel 1957 le campagne di scavo assumono una maggiore regolarità sotto la tutela della Soprintendenza alle Antichità della Puglia e del Materano e la direzione di Bianca Maria Scarfì e si protraggono fino al 1961. Questi interessano la zona pianeggiante dell'insediamento e quindi l'area dell'acropoli, portando alla luce la maggior parte dell'abitato situato in pianura, un lungo tratto della seconda cinta difensiva con la porta Nord, numerose tombe e diversi edifici dell'acropoli.
Una nuova campagna di scavi viene avviata nel periodo 1976-1977 sotto la direzione di Ettore M. De Juliis, in concomitanza con l'inizio dell'iter amministrativo per la tutela dell'area, con l'acquisizione di parte di essa al demanio dello Stato. Si portano alla luce ancora abitazioni e tombe nella zona bassa, mentre tra il 1978 e il 1983 si scava nella zona dell'acropoli, rinvenendo una grande casa aristocratica, altre tombe, alcune delle quali monumentali ed affrescate, gran parte di un edificio pubblico e un complesso abitativo di età arcaica. I risultati degli scavi sono pubblicati nel 1989. Il sito archeologico viene aperto al pubblico nel 1977.
A partire dal 1985 gli interventi della Soprintendenza sono mirati perlopiù alla conservazione e alla valorizzazione del sito, quindi con opere di restauro e manutenzione delle strutture antiche e dei luoghi nel loro complesso, nella realizzazione della viabilità interna e delle attrezzature del parco, e nel restauro di un edificio rurale ottocentesco, la masseria Montanaro, situato in prossimità dell'ingresso, adibito a centro di accoglienza dei visitatori e di orientamento alla visita.
Nel 1994 sull'acropoli è stato insediato un campo di attività della Scuola di Specializzazione per archeologi dell'Università di Bari, come campo di attività pratica per gli studenti, volta al rinvenimento di nuovi reperti e alla ulteriore valorizzazione del sito.

## Storia dell'insediamento

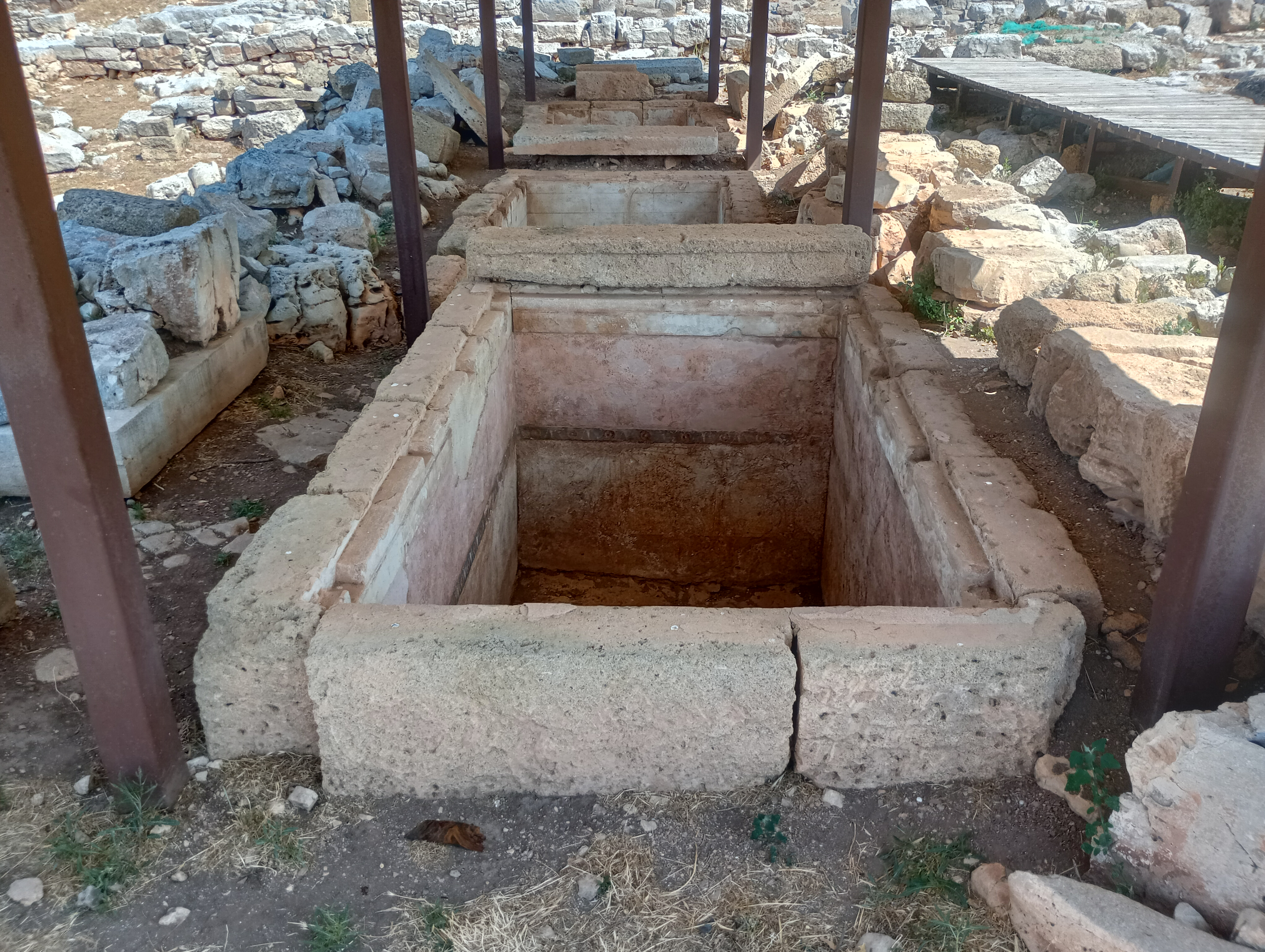
Le tombe dipinte in quella che era la città alta

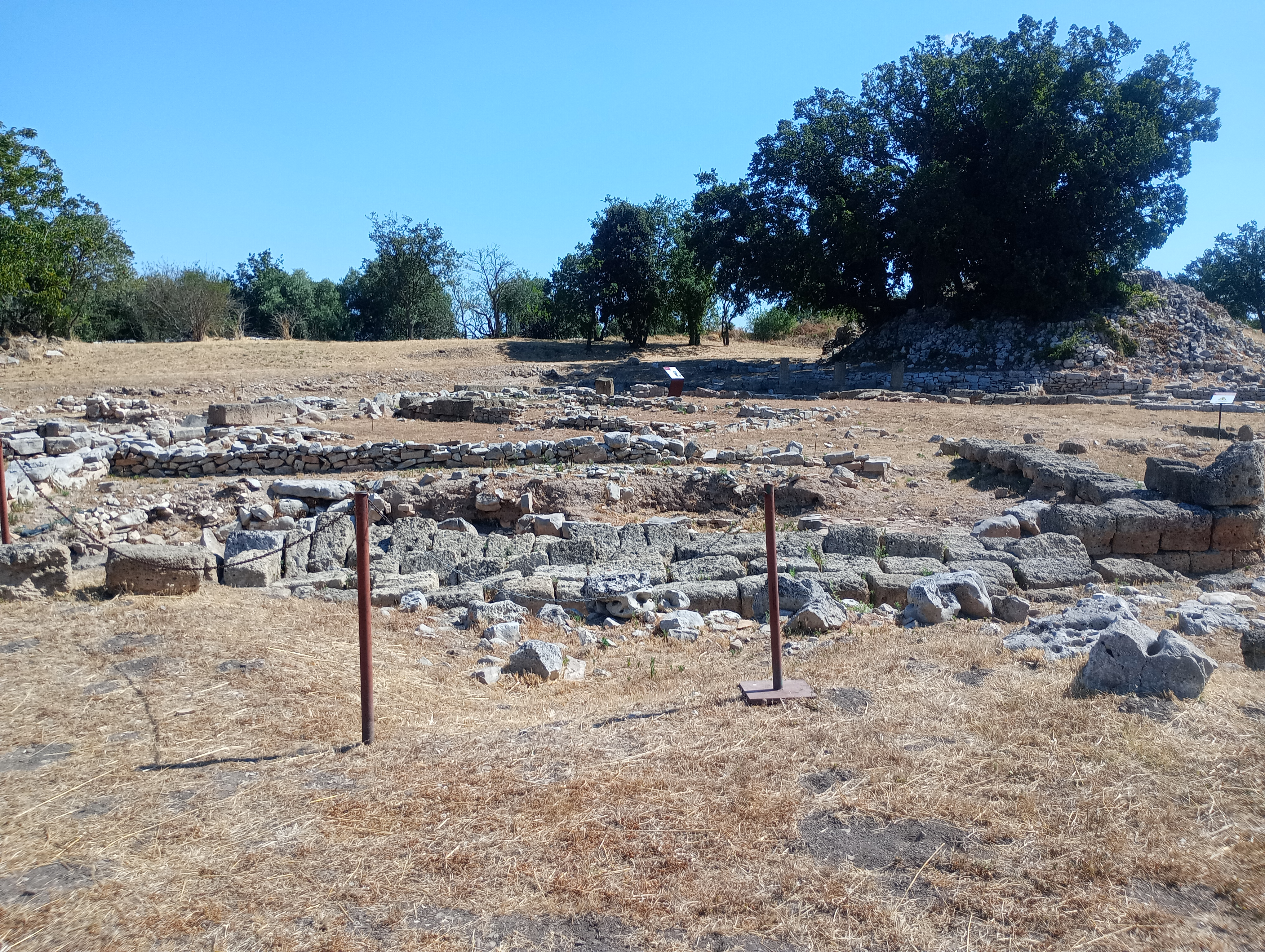
I resti degli edifici pubblici sulla città alta

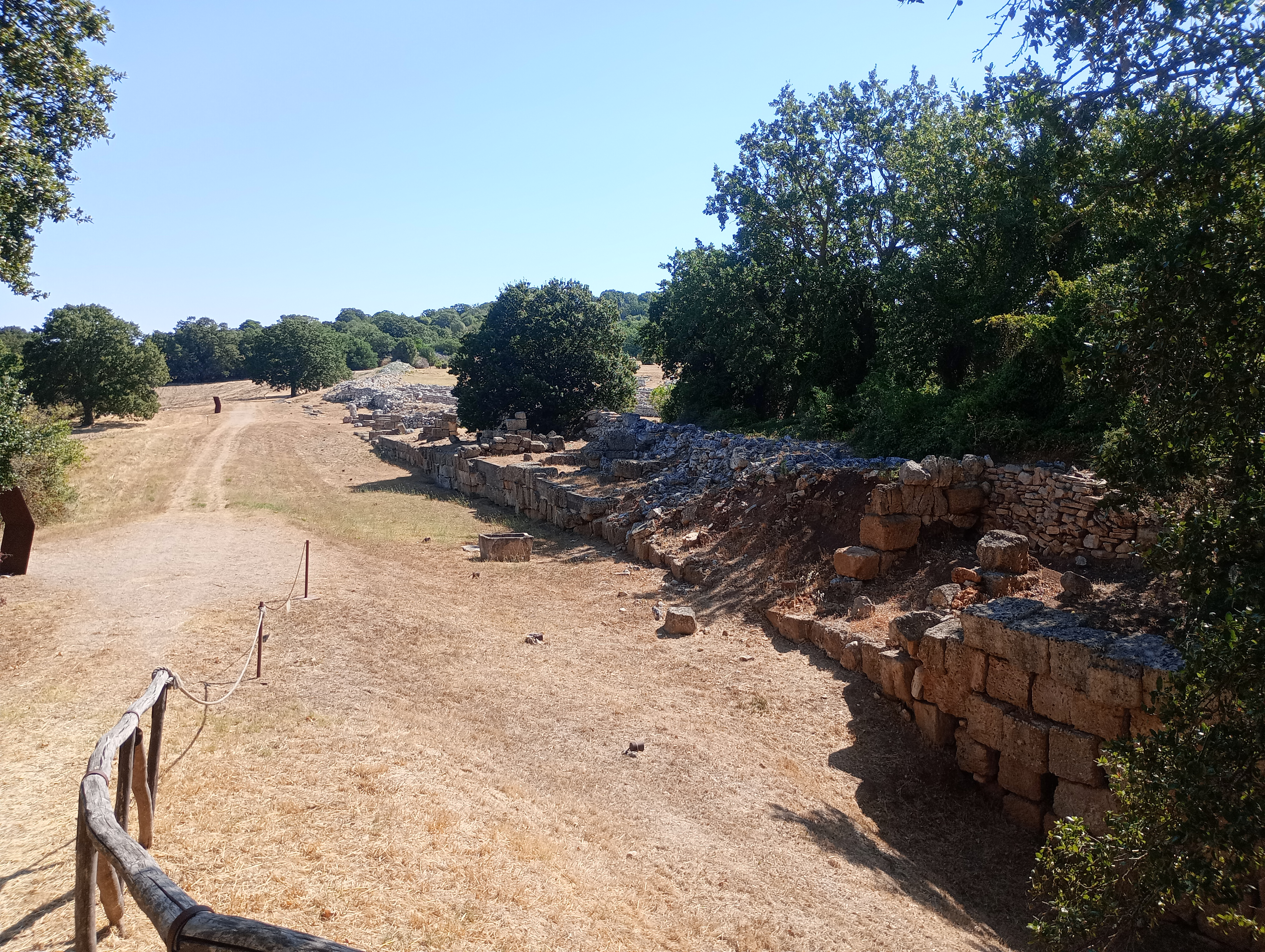
La via delle mura difensive

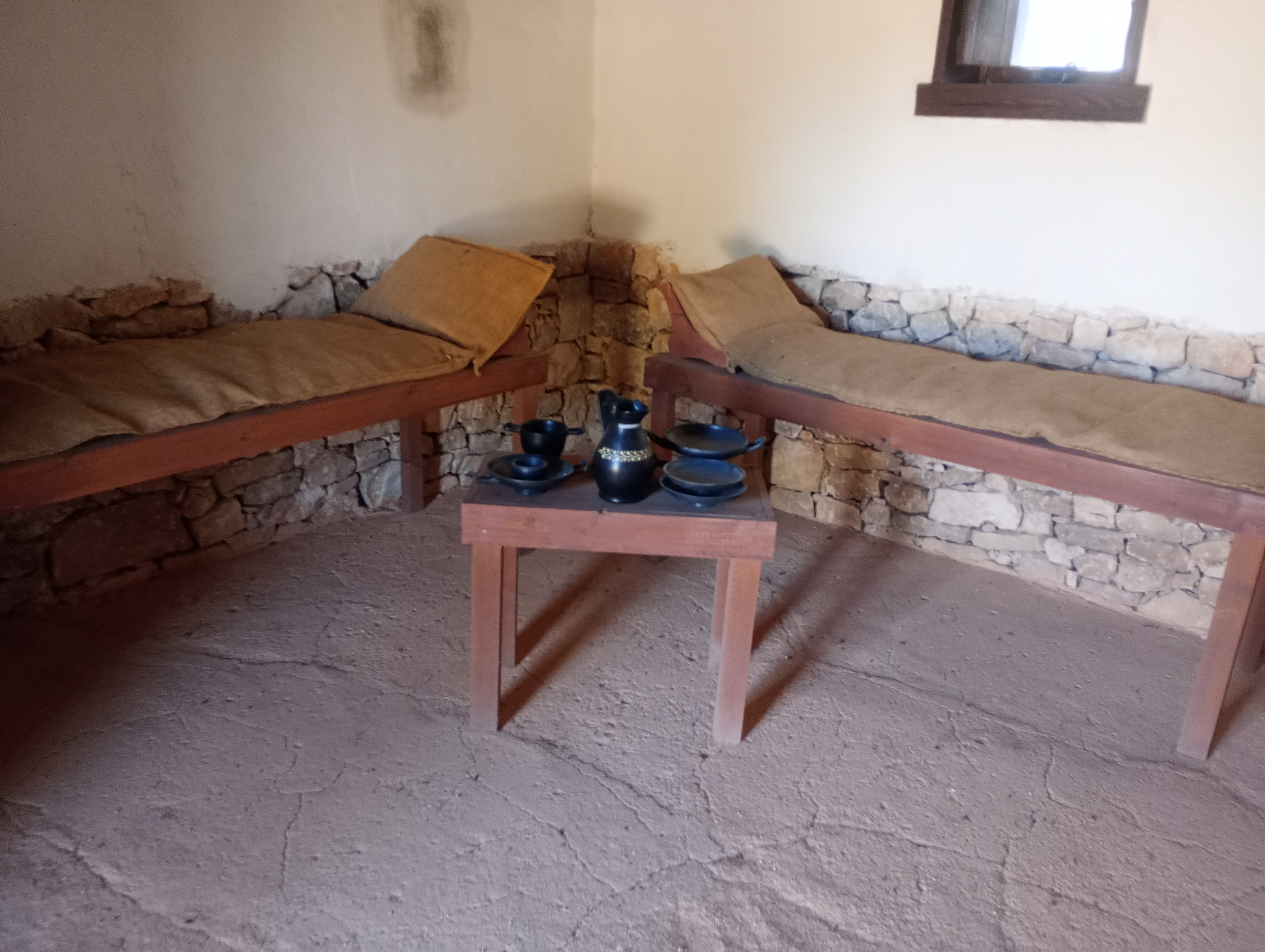
Interno di abitazione peucezia ricostruita

Le prime tracce di frequentazione del sito risalgono al Neolitico. La prima documentazione che attesti un insediamento vero e proprio risale però al IX secolo a.C., e perdura, con brevi interruzioni, fino al periodo ellenistico-romano (I secolo d.C. circa).

### Fino all'VIII secolo a.C.
Nella prima età del Ferro, tra il IX e il VIII secolo a.C., l'abitato consisteva di un agglomerato di capanne in paglia e fango, con pavimenti in argilla, occupante la sommità della collina, oltre ad altri piccoli stanziamenti disseminati nella pianura circostante. Si tratta sostanzialmente di gruppi legati all'attività agricola.

### VII-VI secolo a.C.
Tra il VII e il VI secolo a.C., l'abitato situato in cima alla collina comincia a acquisire importanza rispetto a quelli nella pianura, dai quali la popolazione si sposta, ad eccezione dell'abitato di Santo Mola che mantiene la propria autonomia, funzionale all'estrazione del tufo dalle cave presenti in quell'area.
L'abitato comincia ad assumere una fisionomia urbana, probabilmente munito di una prima cinta muraria di difesa, che borda la collina. Compaiono complessi abitativi e edifici pubblici con funzione politica e religiosa, mentre vengono avviati i primi rapporti commerciali organizzati tra il mondo peuceta e la Grecia, in particolare con Corinto. Altre case e tombe vengono costruite nella piana ad Ovest, l'abitato ormai assume l'attuale configurazione, articolato in due zone, acropoli e città bassa.
Gli edifici sono prevalentemente a pianta rettangolare con fondamenta in pietra, e si arricchiscono in alcuni casi di decorazioni architettoniche policrome.
Anche la struttura sociale subisce i cambiamenti provocati dai contatti con l'ellenismo: la società di Monte Sannace, già nel VI secolo a.C., è articolata in differenti classi sociali, come dimostrano le differenti tipologie di tombe appartenenti a questo periodo, e si assiste ad un primo accentramento delle ricchezze e gestione del territorio da parte di pochi ristretti gruppi aristocratici.

### V secolo a.C.
La città è interessata da una continua crescita fino al V secolo a.C., quando comincia un periodo di conflittualità, come il resto delle popolazioni della Puglia interna, per mantenere l'indipendenza dalla colonia greca di Taranto. Il periodo di oscurantismo si ripercuote su un decadimento artistico e ridotta quantità di materiale ceramico ascrivibile a questo periodo, con ridottissime importazioni di materiali dalla Grecia.

### IV-III secolo a.C.
Tra la seconda metà del IV e il III secolo a.C. la città risorge a nuovi fulgori. Questo è il periodo di maggior splendore e ricchezza: le primitive mura intorno all'acropoli, costituite da blocchi informi di pietra, vengono rinforzati con tufo carparo a perfetta isodomia (1° circuito, lungo 1400 metri), mentre una seconda cerchia viene costruita per cingere città alta e città bassa (2° circuito, lungo 1700 metri); intorno al 300 a.C. viene costruito un terzo circuito di mura (3° circuito, lungo 1300 metri) intorno all'acropoli, ad integrazione delle fortificazioni già esistenti
La città si espande ulteriormente occupando gli spazi in pianura adibiti a pascolo inclusi nel 2° circuito di mura e aree all'esterno della cinta difensiva, articolandosi in isolati distribuiti attorno a strade. Con l'espansione dell'abitato, l'acropoli diviene sede di edifici pubblici (un portico colonnato che borda il lato orientale dell'agorà) e di residenze aristocratiche, nonché di tombe monumentali. Inoltre reperti archeologici testimoniano un'ulteriore ellenizzazione della cultura, con la comparsa del bilinguismo, sebbene limitato alle classi più aristocratiche.
Nel corso delle guerre puniche (III secolo a.C.), la città e i pascoli circostanti vengono cinti da un quarto (lungo 3900 metri) ed un quinto circuito di mura (lungo 5500 metri). La tecnica rozza di costruzione suggerisce che probabilmente esse fossero legate a impellenti necessità difensive piuttosto che per fenomeni di espansione edilizia.
La città, verosimilmente, fu distrutta intorno al III secolo a.C., nel momento del suo massimo sviluppo, come testimoniato da reperti archeologici contenenti tracce della fine violenta della città connessa alle spedizioni punitive dei romani contro chi aveva, anche indirettamente, appoggiato le truppe di Cartagine; pare, comunque, che l'abitato di Monte Sannace abbia mantenuto un atteggiamento neutrale nei confronti delle due potenze, non gradito dalle mire egemoniche della Repubblica romana.

### Epoche successive
L'acropoli è stata occupata fino al I secolo d.C., mentre l'abitato in pianura perde importanza già dal II a.C.. Nel periodo della romanizzazione l'insediamento di Monte Sannace perde importanza: il territorio (la Peucezia interna) si trova escluso dalle principali arterie potenziate dai Romani. Pochissime tracce testimoniano la presenza di civiltà nel periodo romano. La località viene quindi abbandonata e resta disabitata per secoli. Le ultime tracce di occupazione risalgono al medioevo, quando viene eretta sulla collina una chiesetta dedicata a Sant’Angelo, i cui muri di fondazione sono stati individuati nella zona alta del pianoro. La chiesa citata su un documento del 1087 verrà anch'essa abbandonata.

## Accesso
L'area archeologica si raggiunge al Km 4,5 della strada provinciale "Gioia del Colle - Turi" (SP 61).